# Фри (Касос)
Фри (греч. Φρύ) — село в Греции, на северном побережье острова Касос. Административный центр общины Героический остров Касос в периферийной единице Карпатос-Героический остров Касос в периферии Южные Эгейские острова. Население 357 человек по переписи 2011 года.

## Население
| Год  | Население, человек |
| ---- | ------------------ |
| 1991 | 322                |
| 2001 | 313                |
| 2011 | ↗ 357              |